# Фараджев, Эльдар Фирудин оглу
Эльдар Фирудин оглу Фараджев (азерб. Fərəcov Eldar Firudin oğlu; род. 17 сентября 1981 года, Баку, Азербайджанская ССР) — азербайджанский гандболист. Мастер спорта. Капитан сборной Азербайджана по гандболу с 2006 года. В настоящее время выступает за турецкий клуб «Беледийеспор» (Трабзон). Выступал также за молодёжную сборную Азербайджана. Играющий тренер бакинского клуба «Динамо».

## Биография
Эльдар Фараджев родился 17 сентября 1981 года в Баку. Первоначальное среднее образование получил в бакинской средней школе № 214. Учился также в школе № 277, со спортивным уклоном. Здесь же впервые начал заниматься гандболом. Первым тренером был Александр Дайненко. В 1998—2001 годах проходил обучение в Азербайджанской государственной академии физической культуры и спорта, на факультете игровых видов спорта, секции гандбола. Тренером был Лескутов Игорь Павлович. С 2002 года игрок, а в дальнейшем играющий тренер бакинского клуба «Динамо». В межсезонье выступает в зарубежных клубах.

## Клубная карьера

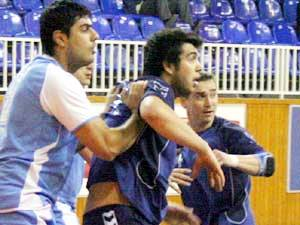
Чемпионат Турции. «Беледийеспор» — «Анкара БШБ». 2 мая 2009

| № | Годы           | Клуб                | Город     | Страна      |
| - | -------------- | ------------------- | --------- | ----------- |
| 1 | 1997—2001      | «Техсил»            | Баку      | Азербайджан |
| 2 | 2002           | «Динамо»            | Баку      | Азербайджан |
| 3 | 2002           | «Лукойл-Динамо»     | Астрахань | Россия      |
| 4 | 2003—2004      | «Динамо»            | Баку      | Азербайджан |
| 5 | 2004           | «Младость-Богданци» | Богданци  | Македония   |
| 6 | 2005           | «Шахдари-Табриз»    | Табриз    | Иран        |
| 7 | 2006           | «Мис-Керман»        | Керман    | Иран        |
| 8 | 2007 — по с.д. | «Беледийеспор»      | Трабзон   | Турция      |

## Достижения

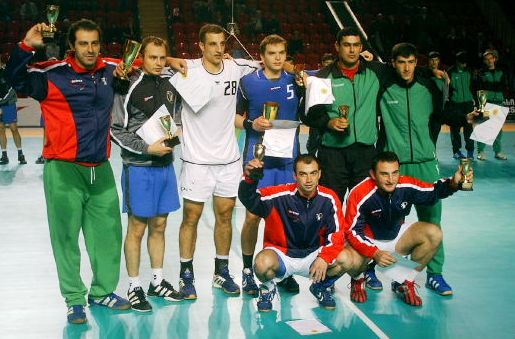
Эльдар в составе команды «Дрим-Тим», по итогам турнира «Челлендж Трофи» в Тбилиси. 2007 год

- 2002 — серебряный призёр чемпионата России в составе клуба «Лукойл-Динамо» (Астрахань)
- 2003 — серебряный призёр турнира «Челлендж Трофи» в составе сборной Азербайджана. (Мальта)
- 2003—2008 Шестикратный чемпион Азербайджана в составе клуба «Динамо» (Баку)
- 2003—2008 Шестикратный победитель кубка Азербайджана в составе клуба «Динамо» (Баку)
- 2005 — серебряный призёр турнира «Челлендж Трофи» в составе сборной Азербайджана. (Ирландия)
- 2006 — бронзовый призёр чемпионата Ирана в составе клуба «Мис-Керман» (Керман)
- 2007 — бронзовый призёр турнира «Челлендж Трофи» в составе сборной Азербайджана. (Тбилиси, Грузия)[1] По итогам грузинского турнира попал в состав т. н. команды «Дрим-Тим», как лучший левый полусредний нападающий.[2]

## Сборная Азербайджана
В 1996—1998 годах выступал в составе молодёжной сборной Азербайджана по гандболу. С 1998 года защищает цвета основной сборной страны. С 2006 года неизменный капитан сборной Азербайджана, главным тренером которой является Хикмет Абдуллаев.